# Marschen am Jadebusen
Marschen am Jadebusen este o arie protejată (arie de protecție specială avifaunistică — SPA) din Germania întinsă pe o suprafață de 7.712 ha, integral pe uscat.

## Localizare
Centrul sitului Marschen am Jadebusen este situat la coordonatele 53°30′57″N 8°19′50″E / 53.5158°N 8.3306°E.

## Înființare
Situl Marschen am Jadebusen a fost declarat arie de protecție specială avifaunistică în iunie 2007 pentru a proteja 55 de specii de animale.

## Biodiversitate
Situată în ecoregiunea atlantică, aria protejată nu include niciun habitat protejat.
La baza desemnării sitului se află mai multe specii protejate de  păsări (55): lăcar-de-rogoz (Acrocephalus schoenobaenus), fluierar de munte (Actitis hypoleucos), ciocârlie-de-câmp (Alauda arvensis), pescăruș albastru (Alcedo atthis), rață sulițar (Anas acuta), rață lingurar (Anas clypeata), rață mică (Anas crecca crecca), rață fluierătoare (Anas penelope), Anas platyrhynchos platyrhynchos, rață cârâitoare (Anas querquedula), Anas strepera strepera, Anser albifrons albifrons, gâscă cenușie (Anser anser), Ardea cinerea cinerea, rață-cu-cap-castaniu (Aythya ferina), rața moțată (Aythya fuligula), Branta bernicla bernicla, Branta leucopsis, fugaci de țărm (Calidris alpina), Calidris canutus, fugaci roșcat (Calidris ferruginea), prundaș gulerat mare (Charadrius hiaticula), chirighiță neagră (Chlidonias niger), erete de stuf (Circus aeruginosus), erete cenușiu (Circus pygargus), cristeiul de câmp (Crex crex), lebădă de iarnă (Cygnus cygnus), lebădă de vară (Cygnus olor), Fulica atra atra, becațină comună (Gallinago gallinago), scoicar (Haematopus ostralegus), Larus argentatus, pescăruș sur (Larus canus), Larus fuscus intermedius, Larus marinus, pescăruș râzător (Larus ridibundus), Limosa limosa limosa, Luscinia svecica cyanecula, codobatura galbenă (Motacilla flava), Numenius arquata arquata, pietrar sur (Oenanthe oenanthe), cormoran mare (Phalacrocorax carbo carbo), bătăuș (Philomachus pugnax), Platalea leucorodia leucorodia, Podiceps cristatus cristatus, ciocântors (Recurvirostra avosetta), mărăcinar (Saxicola rubetra), mărăcinar negru (Saxicola torquatus), Tachybaptus ruficollis ruficollis, călifar alb (Tadorna tadorna), fluierar negru (Tringa erythropus), fluierar de mlaștină (Tringa glareola), fluierar cu picioare verzi (Tringa nebularia), fluierarul cu picioare roșii (Tringa totanus), nagâț (Vanellus vanellus).